# Puchar Afryki 2000
Puchar Afryki 2000 – pierwsza edycja Pucharu Afryki, oficjalnych międzynarodowych zawodów rugby union o randze mistrzostw kontynentu organizowanych przez CAR mających na celu wyłonienie najlepszej męskiej reprezentacji narodowej w tej dyscyplinie sportu w Afryce. W walce o tytuł mistrzowski brało udział pięć zespołów. Mecze zostały rozegrane w okresie od 17 czerwca–16 grudnia 2000 roku.

## Informacje ogólne
Główne zawody miały zostać rozegrane w formie dwóch trzyzespołowych grup rozgrywających spotkania systemem kołowym. Do zawodów ostatecznie nie przystąpiła reprezentacja Wybrzeża Kości Słoniowej, toteż w jednej z grup rozegrano jedynie dwumecz. Zwycięzcy grup spotkali się w finale, którego triumfator został mistrzem Afryki.
W zawodach triumfowała reprezentacja Republiki Południowej Afryki U-23 w rugby union mężczyzn.

## Top 6

### Grupa północna
| 7 października 2000 | Maroko | 27:9 | Tunezja | Casablanca |
| 7 października 2000 |        | 27:9 |         | Casablanca |

| 4 listopada 2000 | Tunezja | 20:25 | Maroko | Tunis |
| 4 listopada 2000 |         | 20:25 |        | Tunis |

### Grupa południowa
| 17 czerwca 2000 | Południowa Afryka U-23 | 64:12 | Zimbabwe | Pretoria |
| 17 czerwca 2000 |                        | 64:12 |          | Pretoria |

| 24 czerwca 2000 | Południowa Afryka U-23 | 91:3 | Namibia | Free State Stadium, Bloemfontein |
| 24 czerwca 2000 |                        | 91:3 |         | Free State Stadium, Bloemfontein |

| 1 lipca 2000 | Zimbabwe | 26:31 | Namibia | Harare |
| 1 lipca 2000 |          | 26:31 |         | Harare |

| 8 lipca 2000 | Namibia | 18:53 | Południowa Afryka U-23 | Windhuk |
| 8 lipca 2000 |         | 18:53 |                        | Windhuk |

| 15 lipca 2000 | Zimbabwe | 10:51 | Południowa Afryka U-23 | Harare |
| 15 lipca 2000 |          | 10:51 |                        | Harare |

| 22 lipca 2000 | Namibia | 41:34 | Zimbabwe | Windhuk |
| 22 lipca 2000 |         | 41:34 |          | Windhuk |

### Finał
| 16 grudnia 2000 | Maroko | 14:44 | Południowa Afryka U-23 | Casablanca |
| 16 grudnia 2000 |        | 14:44 |                        | Casablanca |